# Miquel-/Adickesallee (metrostation)
Miquel-/Adickesallee is een ondergronds station van de U-Bahn in Frankfurt am Main gelegen in het stadsdeel Nordend. De metrotreinen van de U-Bahn-lijnen U1, U2, U3 en U8 stoppen hier.